# 松平康兼
松平 康兼（まつだいら やすかね）は、江戸時代中期の旗本。

## 経歴
岡部忠藩の次男として生まれ、松平康喜の末期養子となり、寛延元年（1748年）4月3日に遺跡を継ぐ。宝暦3年（1753年）12月14日に中奥番士、明和2年（1765年）8月15日に西ノ丸目付となり、12月18日に布衣の着用を許される。明和6年（1769年）6月17日に禁裏附となり、10月25日に従五位下肥前守に叙任される。明和8年（1771年）8月6日、京都において41歳で死去。

## 系譜
- 実父：岡部忠藩
- 実母：岡部忠宜の娘
- 養父：松平康喜
- 正室：松平康直の娘 - 松平康喜養女
- 長男：銕太郎 - 早世
- 次男：松平康彊
- 三男：勝田元哉 - 勝田元尉の養子
- 次女：松平勘満婚約者